# Кубок Швеції з футболу 1999—2000
Кубок Швеції з футболу 1999—2000 — 45-й розіграш кубкового футбольного турніру у Швеції. Титул вперше здобув «Ергрюте».

## 1/4 фіналу
| Команда 1      | Рахунок | Команда 2      |
| -------------- | ------- | -------------- |
| 4 травня 2000  |         |                |
| Ергрюте ІС     | 3:0     | Отвідабергс ФФ |
| Гуннільсе ІС   | 1:0     | ІФ Сильвія     |
| ІФК Гетеборг   | 1:0     | Ліра БК        |
| ГІФ Сундсвалль | 0:1     | АІК            |

## 1/2 фіналу
| Команда 1      | Рахунок      | Команда 2  |
| -------------- | ------------ | ---------- |
| 11 травня 2000 |              |            |
| ІФК Гетеборг   | 2:2 пен. 6:7 | Ергрюте ІС |
| Гуннільсе ІС   | 0:2          | АІК        |

## Фінал
| Команда 1               | Заг. | Команда 2  | 1-й матч | 2-й матч |
| ----------------------- | ---- | ---------- | -------- | -------- |
| 25 травня/1 червня 2000 |      |            |          |          |
| АІК                     | 1:2  | Ергрюте ІС | 0:2      | 1:0      |

### Перший матч
| 25 травня 2000 |

| АІК | 0:2      | Ергрюте ІС      |
| --- | -------- | --------------- |
|     | Протокол | Альбек 30', 54' |

| «Росунда», Стокгольм Глядачів: 7 771 |

### Другий матч
| 1 червня 2000 |

| Ергрюте ІС | 0:1      | АІК            |
| ---------- | -------- | -------------- |
|            | Протокол | Маттіассон 84' |

| «Гамла-Уллеві», Гетеборг Глядачів: 5 013 |